# Linus (Bischof von Rom)
Linus (* in Etrurien; † 79, vermutlich in Rom) war wahrscheinlich von 67 bis 79 Bischof von Rom. In frühchristlichen Listen wird Linus als erster Bischof von Rom genannt, erst ab dem späten 2. oder frühen 3. Jahrhundert setzte sich die Auffassung durch, Petrus als ersten Bischof zu nennen und Linus als zweiten. Linus wird in der römisch-katholischen Kirche als Märtyrer und Heiliger verehrt.

## Leben

### Traditionelle Darstellungen
Dem Liber Pontificalis zufolge wurde Linus in Volterra in der heutigen Toskana geboren, er nennt als Linus’ Mutter Claudia, als Vater Herculeanus. Linus sei von Petrus zum Bischof geweiht worden. Zuvor soll er bei ihm Vikar gewesen sein. Die Angaben zu Linus’ Bischofszeit gehen stark auseinander. Die meisten Quellen lassen sie 67 beginnen. Die katholische Enzyklopädie datiert den Beginn auf das Todesjahr des Petrus, das allerdings nicht sicher angegeben werden kann. Der Liber Pontificalis nennt das Jahr 56, der Liberianische Katalog nennt 55, Eusebius von Caesarea 69. Die Diskrepanz der Daten wurde von Rufinus damit erklärt, dass Linus schon zu Lebzeiten des Apostels als dessen Vikar gedient hätte und manche Quellen sich fälschlicherweise auf diese Zeit bezogen hätten.
Linus war der Überlieferung zufolge elf bis 15 Jahre lang römischer Bischof, der Liberianische Katalog nennt zwölf Jahre, vier Monate und zwölf Tage. Die Mehrzahl der Quellen geben das Jahr 79 als Jahr seines Todes an, einige das Jahr 76, der Liber Pontificalis 67, Eusebius nennt das Jahr 81. Die meisten Quellen – insbesondere der Liber Pontificalis, nicht aber Irenäus von Lyon – geben an, Linus habe das Martyrium erlitten. Da zu jener Zeit seines Todes jedoch keine Christenverfolgung in Rom erwähnt wird, halten das die meisten Historiker für unglaubwürdig. Tertullian nennt Clemens von Rom als Nachfolger des Apostels Petrus, doch ungeachtet der Uneinigkeit bei den Daten sind alle weiteren antiken Quellen sich darin einig, dass Linus der direkte Nachfolger Petri gewesen sei.
Auch die apokryphen lateinischen Beschreibungen des Todes der Apostel Petrus und Paulus wurden fälschlicherweise Linus zugeschrieben, stammen aber aus dem 6. Jahrhundert. Dass Linus das Dekret verhängt habe, nach welchem Frauen ihre Köpfe in der Kirche bedeckt zu halten hätten, gilt ebenfalls als widerlegt. Im 7. Jahrhundert wurde eine Inschrift nahe dem Grab des Apostels Petrus gefunden, die angeblich den Namen Linus enthält; hier wird jedoch ein Fehler bei der Entzifferung angenommen.

### Moderne Sicht
Dem Historiker Volker Reinhardt zufolge hat Irenäus „durch die Rückübertragung der Gegenwart in eine andersartige Vergangenheit für die Bischöfe von Rom eine lückenlose «Ahnenreihe» erstellt […]“. Reinhardt stellt in Abrede, dass den in den Bischofslisten enthaltenen Namen – damit auch Linus – gesicherte Daten oder Taten zugeordnet werden können.

## Verehrung
Sein Gedenktag ist der 23. September, nach dem Liber Pontificalis der Tag seines Martyriums. Der Kirchenvater Irenäus identifizierte ihn mit jenem Linus, der im 2. Brief an Timotheus 4,21  als Begleiter des Paulus erwähnt wird. Nach dem Liber Pontificalis wurde Linus im Vatikan begraben. Linus zählt zu den Kanonheiligen und wird unmittelbar nach den Aposteln genannt.